# Neuromitos sobre la edad del cerebro
Los neuromitos sobre la edad del cerebro son falsas creencias sobre el envejecimiento cerebral. Se usa el término para referirse a mitos o malas interpretaciones con respecto a los estudios neurocientíficos. A medida que el cerebro envejece, pierde peso y neuronas, y éstas pueden comenzar a transmitir mensajes más lentamente que en el pasado. Sin embargo, aunque el cerebro presente un deterioro con la edad, si no hay ninguna enfermedad intercurrente, debería estar funcionalmente sano.

## El cerebro solo aprende de joven
El aprendizaje funge como un proceso estructural muy complejo en el cual se desarrolla una adquisión de conocimientos, experiencias e información que le es otorgada al ser humano a través de su entorno. Se tiene la creencia de que casi todo lo aprendemos antes de los tres años y que los entornos enriquecidos mejoran la capacidad del cerebro para aprender; y que, por lo tanto, todo lo que va a condicionar casi la totalidad del aprendizaje en la vida debe darse antes de la edad de tres años.No obstante, se han llevado a cabo estudios en los cuales se ha demostrado lo contrario.
En muchos estudios las ratas son utilizadas para estudiar la genética del envejecimiento ya que el tiempo de generación es corto y el entorno puede controlarse fácilmente. Luego los resultados son transpolados a los humanos.
La idea de que las intervenciones educativas más eficaces deben cronometrarse con períodos durante los cuales los niños son más receptivos al aprendizaje puede haber surgido de un trabajo influyente sobre el aprendizaje temprano en ratas. La investigación de Falbenberg en 1992 mostró que las ratas, que fueron criadas en un ambiente enriquecido y estimulante, mostraron una mejor capacidad para resolver y aprender problemas complejos de laberinto en comparación con las ratas que fueron criadas en un ambiente empobrecido. Las ratas que estuvieron en un entorno enriquecido mostraron un mejor rendimiento en el laberinto de agua de Morris y una disminución de la actividad motora espontánea. La exposición a pruebas de comportamiento aumentó la expresión del ARN mensajero que codifica el factor neurotrófico derivado del cerebro en el hipocampo. Esto no se observó cuando se sometió a las ratas en un ambiente empobrecido, lo que, según estos investigadores, suguería que la historia ambiental es importante para inducir la expresión del factor neurotrófico derivado del cerebro en el hipocampo que puede promover cambios neuronales relacionados con el aprendizaje y la memoria. Mirando el cerebro de estos roedores, los investigadores encontraron que las neuronas de las ratas, que fueron criadas en un ambiente enriquecido, habían formado más conexiones, es decir, sinapsis y expresado más proteínas asociadas con el mantenimiento de los contactos sinápticos. Pero el cerebro humano muestra plasticidad a lo largo de toda la vida y no se limita a una fase de ambiente enriquecido durante los tres primeros años de vida. La sinaptogénesis y la neurogénesis son intensas en los primeros años de vida y por eso los niños/as son más propensos a aprender a un ritmo más rápido en sus primeros años de vida, pero eso no significa que las consecuencias sean irreversibles o que después de los tres años no se continúen generando sinaptogénesis y la neurogénesis.
Durante la mitad de la gestación surge el proceso de proliferación de las neuronas, las fases del desarrollo cerebral pueden resumirse en cuatro etapas importantes las cuales son la multiplicación de neuronas, la migración celular, la organización y estratificación del cerebro, y la mielinización. Estas etapas no son de forma secuencial, sino que más bien se superponen y pueden ser afectadas simultáneamente por factores internos o externos. Durante la primera mitad de la gestación ocurre la proliferación de las neuronas gracias a este proceso surgen cien mil millones de neuronas en el cerebro, todas estas neuronas se desplazan al final de la corteza durante el proceso de migración.
El cerebro aprende muchísimas más cosas durante los tres primeros años de vida, como a caminar, a controlar esfínteres o a hablar, y también se ha demostrado que un entorno enriquecido, tanto para niños como para ancianos, mejora el aprendizaje y la memoria e induce cambios morfológicos en el hipocampo, pero eso no significa que el cerebro no siga aprendiendo durante el resto de la vida, aunque la capacidad de aprendizaje se enlentece y pierde flexibilidad.
El desarrollo estructural y funcional del cerebro sigue un patrón más o menos universal en la especie humana. Primero aumenta el número de neuronas, luego se produce el nacimiento y crecimiento de dendritas y finalmente se da la mielinización. Durante la infancia el cerebro va creciendo y se va desarrollando con cada vez mayor cantidad de neuronas. En los tres primeros años de vida el cerebro aumenta de volumen engrosando su corteza a expensas de la formación de redes neuronales incrementando el perímetro craneal. Entre los diez y los doce años de edad, el cerebro alcanza su máximo tamaño. Durante la infancia no solo aumenta la cantidad de neuronas sino que a cada segundo se van creando nuevas sinapsis.
Luego, durante la pubertad y adolescencia, las dendritas y axones forman sinapsis más rápidas, más maduras, y comienza lo que se conoce como poda sináptica, que es un proceso de eliminación de las sinapsis excesivas, dejando solo las necesarias. Esto funciona como un mecanismo de optimización, ya que lo que no se usa se pierde. En la adolescencia se integran los circuitos emocionales y cognitivos en las áreas frontales del cerebro. Entonces se generan nuevos circuitos y nuevas sinapsis. Una característica de esta etapa es la inestabilidad que tienen los circuitos neuronales, que están en cambio constante.
El proceso de mielinización es el recubrimiento de los axones de las neuronas con una capa de proteínas encargada de brindarles protección; éste se va dando sobre todo en las capas exteriores corticales del cerebro y permite mayor velocidad en la conducción de los impulsos nerviosos y una comunicación más sincronizada entre las neuronas. La última parte del cerebro que termina de desarrollarse es el lóbulo frontal, la zona del cerebro relacionada con la toma de decisiones y el pensamiento abstracto. Tanto la mielinización como la formación del lóbulo frontal y la poda neuronal terminan entre los 18 y los 25 años de edad, y por ello se considera que el cerebro ya está formado. Pero eso no significa que el cerebro se mantenga intacto por el resto de la vida.
Muchas veces, la lectura que se hace de los descubrimientos suele ser una extrapolación con una simplificación extremas. Las descripciones populares vinculan el desarrollo cerebral temprano y la formación rápida de sinapsis con la cantidad y calidad de estimulación que reciben los bebés durante sus primeros años de vida; pero esto no es exactamente lo único que los neurocientíficos descubrieron. Los neurocientíficos saben que durante la pubertad se produce la poda de las sinapsis sobrantes, pero no saben si la experiencia temprana aumenta o disminuye las densidades sinápticas o los números sinápticos después de la pubertad. Tampoco saben si la formación y la educación previas afectan a la pérdida o al deterioro de la salud. No saben qué tipo de sinapsis, excitadoras versus inhibidoras se podan selectivamente. Y, por supuesto, no saben si los animales con mayor densidad de sinapsis en la edad adulta son necesariamente más inteligentes y desarrollados. Por eso es imposible decir que el poder cerebral depende del número de sinapsis formadas antes de los tres años.

## El cerebro de los ancianos pierde la memoria y no aprende
El neuromito de que el cerebro de los viejos ya no aprende proviene de que la capacidad de adquirir nuevos conocimientos disminuye o se enlentece con el tiempo, pero es cierto que su aprendizaje aún puede ejecutarse. La educación superior en edades tempranas sirve como un factor protector en el envejecimiento y puede ayudar a posponer la disminución de la reserva cognitiva y cerebral en el envejecimiento cognitivo normal. Es falso que los mayores no aprenden, porque las conexiones neuronales son extremadamente plásticas durante toda la vida.
El concepto de neuroplasticidad modificó la antigua creencia que durante siglos había considerado que la estructura cerebral no podía modificarse.
Diversos estudios afirman que los adultos mayores muestran tasas de aprendizaje similares a las de los adultos jóvenes en comparación con una puntuación de aprendizaje configural. Estos resultados sugieren que la capacidad de adquirir conocimientos nuevos no se ve afectada en gran medida por el envejecimiento cognitivo.
La capacidad de aprendizaje depende de las sinapsis: con cada nuevo aprendizaje se genera una nueva sinapsis neuronal. Las neuronas se organizan en redes y sistemas, y solo se unen indirectamente a través de las sinapsis. Como se generan sinapsis nuevas todo el tiempo, todo el tiempo estamos aprendiendo algo. El cerebro está conformado para aprender durante toda la vida y, aunque el cerebro del anciano se vuelve menos maleable y necesita más tiempo para aprender cosas nuevas, lo puede continuar haciendo hasta la muerte cerebral.
Todo el tiempo se están formando nuevas conexiones sinápticas a través del aprendizaje y la práctica en todas las edades. Todo nuevo conocimiento se debe a la plasticidad neuronal, ya que el cerebro se modifica cada vez que se aprende algo nuevo.